# Pier Andrea Saccardo
Pier Andrea Saccardo (Treviso, 23 d'abril del 1845 – Pàdua, 12 de febrer del 1920) va ser un botànic i micòleg italià.

## Biografia
Visqué a Selva de Montello, un llogaret de Volpago del Montello a la província de Treviso. Estudià a Venècia, primer, i a l'Institut Tècnic de la universitat de Pàdua, després. Es doctorà el 1867 i dos anys més tard esdevingué professor d'Història Natural d'aquesta darrera universitat. L'any 1876 fundà la revista Michelia, que publicaria els seus primers treballs sobre bolets. Posteriorment (1879) fou nomenat professor de botànic i director del jardí botànic de la universitat.
L'activitat científica de Saccardo se centrà quasi exclusivament en els bolets. Començà a publicar amb dinou anys (Flora Montellica, ossia prodromo della flora Trevigiana) i, amb el temps, fou autor de més de 140 treballs sobre els deuteromicets i els pirenomicets. Obtingué anomenada pel seu Sylloge, un recull exhaustiu de noms científics de bolets. També desenvolupà un sistema per a la classificació dels deuteromicets, basat en la forma i el color de les espores, que fou el sistema més emprat fins a l'aparició de l'anàlisi d'ADN.

## Obres
Es considera fonamental en la història de la micologia la seva obra mestra Sylloge fungorum omnium hucusque cognitorum (Pàdua 1882-90, en nou volums), seguida per l'edició de 1931 en vint-i-cinc volums.

### Llibres
- Prospetto della Flora Trivigiana (Venècia 1864)
- Bryotheca Tarvisina (Treviso 1864)
- Della storia e letteratura della Flora Veneta (Milà 1869)
- Sommario d'un corso di botanica (3a ed., Pàdua 1880)
- Musci Tarvisini (Treviso 1872)
- Mycologiae Venetae specimen (Pàdua 1873), que descriu mil dues-centes espècies de bolets, amb 50 de noves per a la ciència
- Mycotheca Veneta (Pàdua 1874-79)
- Michelis, commentarium mycologicum (Pàdua 1877-1882, 2 volums)
- Fungi italici autographie delineati et colorati (Pàdua 1877-86, amb 1.500 il·lustracions).